# 德拉戈斯拉夫·拉日纳托维奇
德拉戈斯拉夫·拉日纳托维奇（羅馬化：Dragoslav Ražnatović，1941年4月19日—），塞尔维亚男子篮球运动员。他曾代表南斯拉夫国家队参加1964年和1968年夏季奥林匹克运动会篮球比赛，获得一枚银牌。